# Grande-Bretagne aux Jeux olympiques d'été de 1948
La Grande-Bretagne participe aux Jeux olympiques d'été de 1948 à Londres. Elle y remporte vingt-trois médailles : trois en or, quatorze en argent et six en bronze, se situant à la douzième place des nations au tableau des médailles. La délégation britannique regroupe 404 sportifs.

## Tous les médaillés britanniques

### Médailles d’or
| Médaille                       | Nom                           | Sport  | Compétition       |
| ------------------------------ | ----------------------------- | ------ | ----------------- |
| Médaille d'or, Jeux olympiques | Richard Burnell Bert Bushnell | Aviron | Deux de couple    |
| Médaille d'or, Jeux olympiques | Jack Wilson Ran Laurie        | Aviron | Deux sans barreur |
| Médaille d'or, Jeux olympiques | Davis Bond Stewart Morris     | Voile  | Swallow           |

### Médailles d’argent
| Médaille                           | Nom | Sport            | Compétition                  |
| ---------------------------------- | --- | ---------------- | ---------------------------- |
| Médaille d'argent, Jeux olympiques | Thomas Richards | Athlétisme       | Marathon                     |
| Médaille d'argent, Jeux olympiques | Alastair McCorquodale Jack Gregory Kenneth Jones John Archer | Athlétisme       | Relais 4 × 100 m             |
| Médaille d'argent, Jeux olympiques | Dorothy Manley | Athlétisme       | 100 m féminin                |
| Médaille d'argent, Jeux olympiques | Audrey Williamson | Athlétisme       | 200 m féminin                |
| Médaille d'argent, Jeux olympiques | Maureen Gardner | Athlétisme       | 80 m haies                   |
| Médaille d'argent, Jeux olympiques | Dorothy Tyler | Athlétisme       | Saut en hauteur féminin      |
| Médaille d'argent, Jeux olympiques | John Wright | Boxe             | Poids moyens (-73 kg)        |
| Médaille d'argent, Jeux olympiques | Donald Scott | Boxe             | Poids mi-lourds (-80 kg)     |
| Médaille d'argent, Jeux olympiques | Reginald Harris | Cyclisme         | Vitesse individuelle         |
| Médaille d'argent, Jeux olympiques | Alan Bannister Reginald Harris | Cyclisme         | Tandem                       |
| Médaille d'argent, Jeux olympiques | Robert John Maitland Ian Scott Gordon Thomas | Cyclisme         | Course sur route par équipes |
| Médaille d'argent, Jeux olympiques | Christopher Barton Michael Lapage Guy Richardson Ernest Bircher Paul Massey Charles Lloyd John Meyrick Alfred Mellows Jack Dearlove (barreur)                               | Aviron           | Huit                         |
| Médaille d'argent, Jeux olympiques | Julian Creus | Haltérophilie    | Poids coqs Moins de 56 kg    |
| Médaille d'argent, Jeux olympiques | David Brodie George Sime William Lindsay Michael Walford Frank Reynolds Frederick Lindsay Normen Borrett John Peake Neil White Robert Adlard William Griffiths Ronald Davis | Hockey sur gazon | Tournoi masculin             |

### Médailles de bronze
| Médaille                            | Nom                                                        | Sport         | Compétition                   |
| ----------------------------------- | ---------------------------------------------------------- | ------------- | ----------------------------- |
| Médaille de bronze, Jeux olympiques | Tebbs Lloyd Johnson                                        | Athlétisme    | 50 km marche                  |
| Médaille de bronze, Jeux olympiques | Thomas Godwin                                              | Cyclisme      | Kilomètre                     |
| Médaille de bronze, Jeux olympiques | Wilfred Waters Robert Geldard Thomas Godwin David Ricketts | Cyclisme      | Poursuite par équipe          |
| Médaille de bronze, Jeux olympiques | Catherine Gibson                                           | Natation      | 400 m féminin                 |
| Médaille de bronze, Jeux olympiques | James Haliday                                              | Haltérophilie | Poids légers Moins de 67,5 kg |
| Médaille de bronze, Jeux olympiques | Harry Llewellyn Henry Nicoll Arthur Carr                   | Équitation    | Saut d’obstacles par équipes  |

## Sources
- (fr) Tous les bilan officiels sur le site du Comité international olympique
- (en) Bilan complet du Royaume-Uni sur le site olympedia.org